# Citroën C3
A Citroën C3 a francia Citroën autógyár által gyártott személyautó.

## Története
A C3-at 2001-ben vezették be a piacra a Citroën Saxo utódjaként, majd ugyanebben a kategóriában 2003-ban piacra dobták a C3-nál kisebb Citroën C2-t is. Utóbbi modell méreteit és felépítését (stílusát) tekintve közelebb áll a Citroën Saxo elődmodellhez.
Az autót Donato Coco és Jean Pierre Ploué tervezte, akik korábban a Renault Twingót is tervezték. Donato Coco már 1999-től vezette a Citroën tervezőcsapatát.
Az alvázat a Peugeot fejlesztette ki és a C3 mellett a C2 és a Peugeot 1007, valamint a 2006 közepétől kapható  Peugeot 207 alvázaként is alkalmazták.
2003 júliusában jelent meg a  C3 Pluriel a modellpalettán, amit egyaránt lehetett Pick-upként és kabrióként is használni. Ebben az értelemben a 70-es években gyártott Citroën Méhari utódjának is tekinthető.
2005 októberében a 2003 novemberéig gyártott C2, C3 és C3 Pluriel modellek részben visszahívásra kerültek, mert az elsőkerék-felfüggesztésnél egy lehetséges hibaforrást találtak. A gyártás során ugyanis nem kaptak az alkatrészek megfelelő korrózióvédelmet, ezért fennállt a veszélye annak, hogy ezeknél a járműveknél a rugók eltörnek. Ebből adódó baleset sosem következett be.

## Motorválaszték
Benzines
- 1.1, 1124 cm³, 44 kW / 60 LE, (2002−2008)
- 1.4, 1360 cm³, 54 kW / 73 LE, (2002−2008)
- 1.4 16V, 1360 cm³, 65 kW / 88 LE, (2003−2008)
- 1.6 16V, 1587 cm³, 80 kW / 109 LE, (2002−2008)

Dízel
- 1.4 közvetlen befecskendezéses HDi, 1398 cm³, 50 kW / 68 LE, (2002−2008)
- 1.4 közvetlen befecskendezéses HDi, 1398 cm³, 66 kW / 90 LE,  (2002−2005)
- 1.6 közvetlen befecskendezéses HDi, 1560 cm³, 80 kW / 109 LE, (2005−2008)

## Törésteszt
A C3 az Euro NCAP 2002-ben elvégzett töréstesztjén 4 csillagos minősítést ért el a maximális 5 csillagból. Gyalogosvédelem szempontjából 2 csillagot ért el a maximális 4-ből.

## C3 2005
2005 tavaszán modellfrissítést hajtottak végre a C3-n, aminek során az autó elejét egy kicsit megváltoztatták. A belső térben is voltak változtatások, mindenekelőtt a műszerfalon. A 90 LE-s HDi motor helyett egy 110 LE-s motor szerepel a kínálatban.
A növekvő üzemanyagárakra válaszul bevezették a Start&Stop névvel ellátott verziót, ami álló helyzetben (például lámpánál megállva) automatikusan leállítja a motort, majd indításnál újra elindítja.

Fontos változás, hogy bizonyos szériákban kicserélték a modell első felfüggesztésében a rugókat, melyek az első szériában (tehát 2005 előtt) a helytelen galvanizáció miatt elrozsdásodtak és pár év után álló helyzetben egyszerűen eltörtek. Az autók egy részét ezzel a hibával a gyár visszahívta, de ez nem fedte le a teljes palettát!

## Galéria

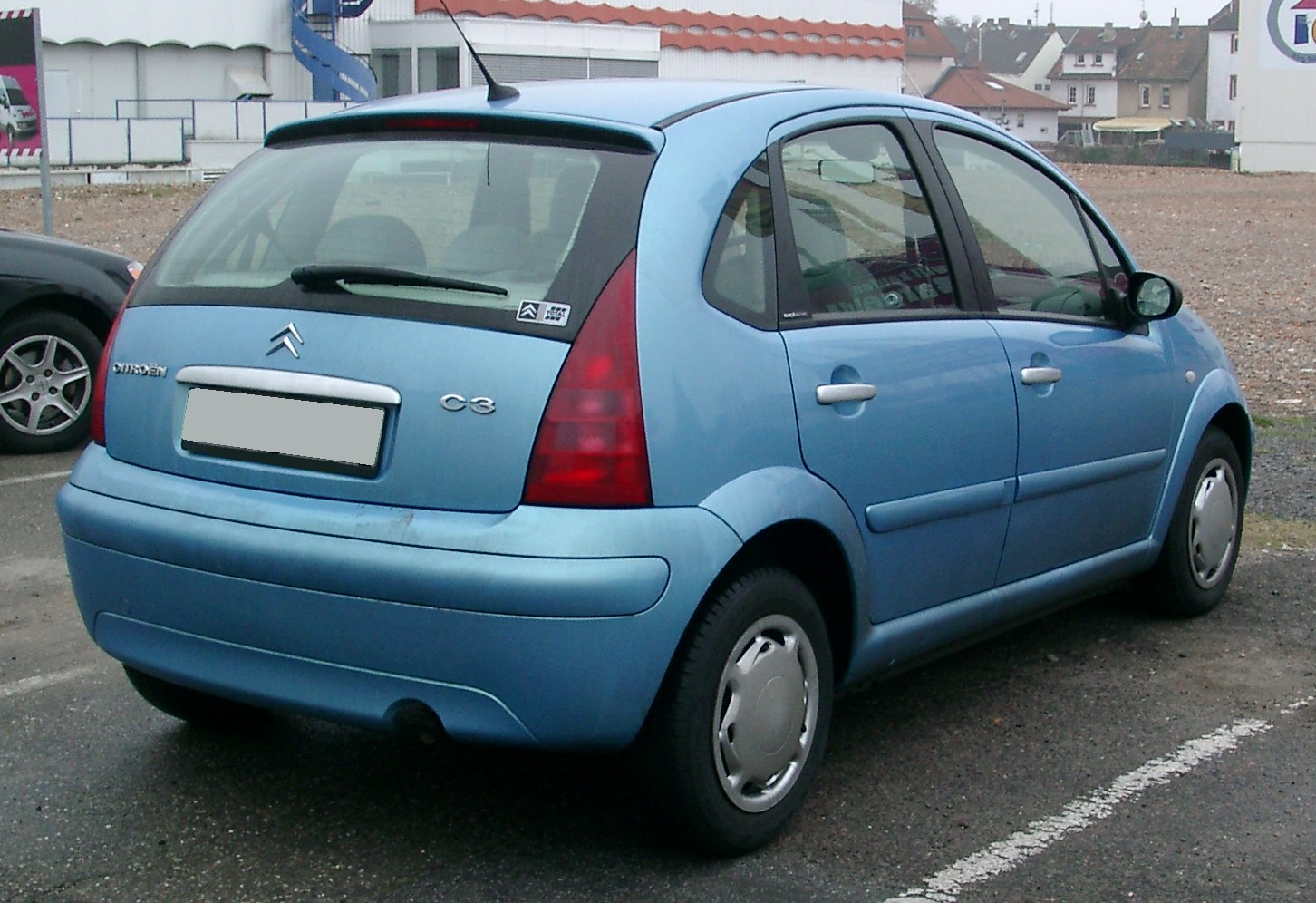
Hátsó nézet modellfrissítés előtt
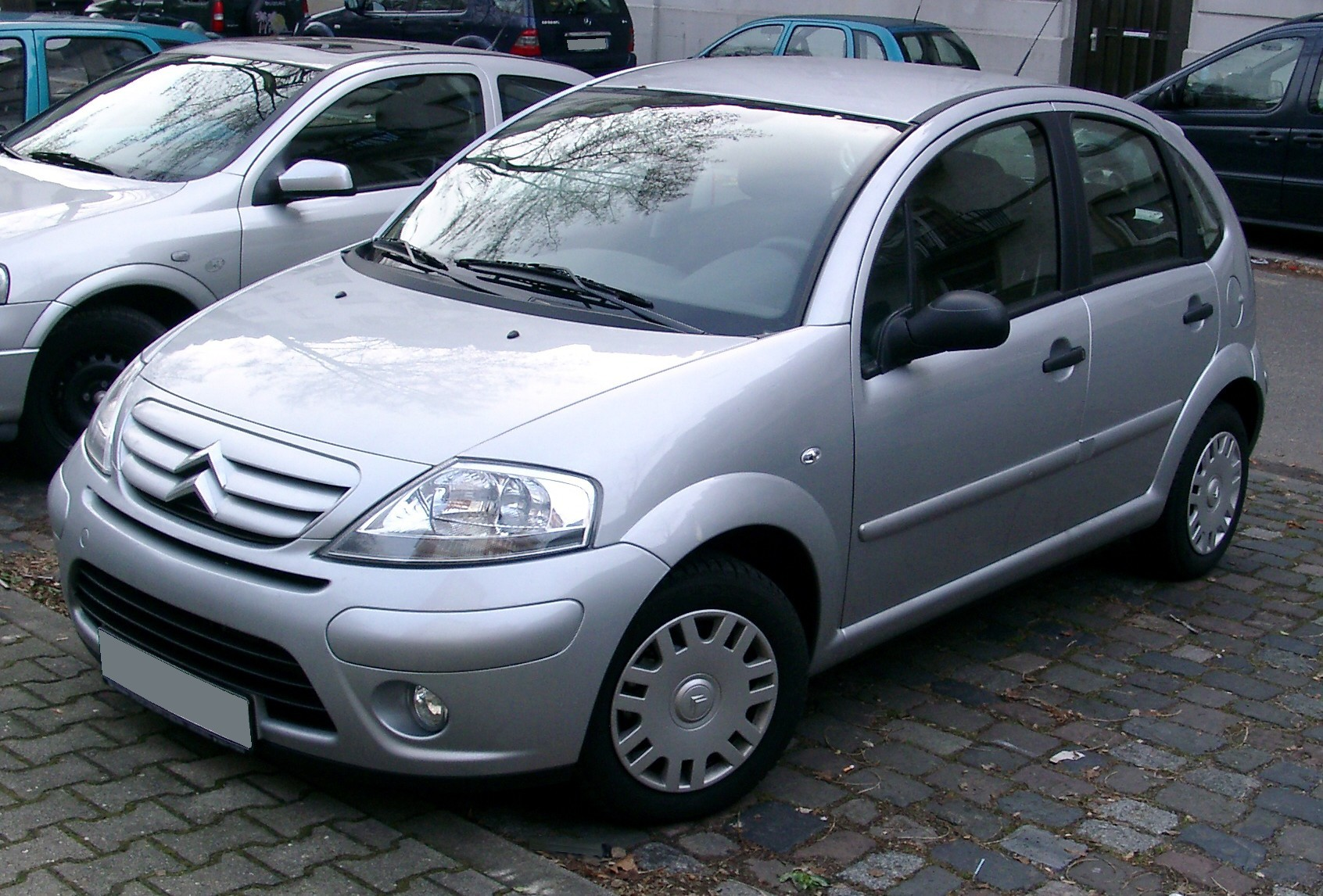
Modellfrissítés utáni C3
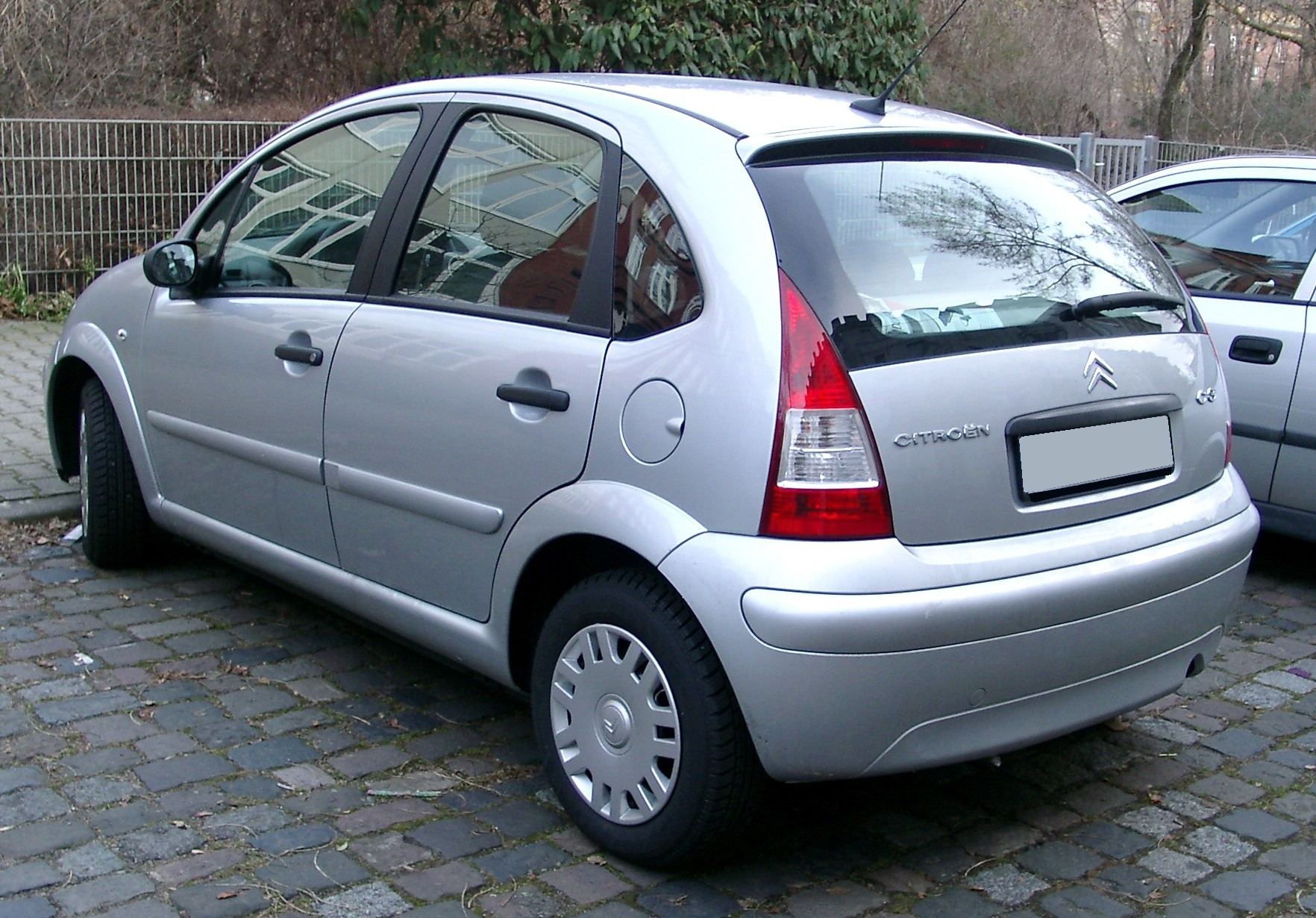
Hátsó nézet modellfrissítés után